# 西礁东岛

西礁东岛 , 越南稱「西石A岛」( 越南语：／ )，南海岛礁之一，地理位置为北纬8°52.0′、东经112°15.4′。这个岛是位于西礁东部的一个环礁。现该岛面积0.11平方公里。该岛目前被越南方面占领。
越南修建了许多建筑，包括：越南各民族大团结屋、佛塔、学校、码头、船闸、住宅、两栋耐用房屋和一座多功能文化屋。
2020年4月19日，中华人民共和国民政部官网上公布了中国南海部分岛礁的标准名称，西礁东岛为其中之一。

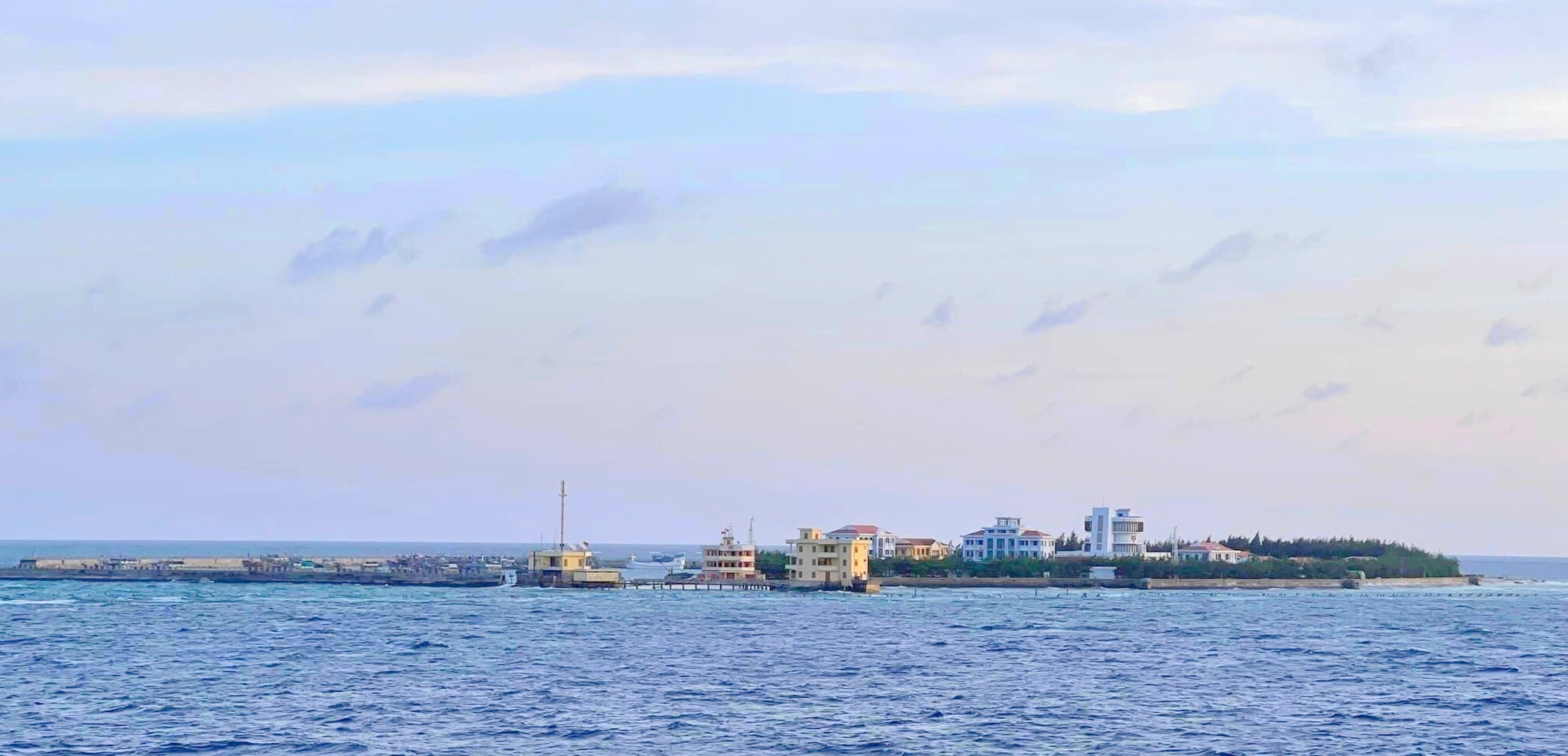
从东南方向看西礁东岛的全景照片。